# Peromyia aberrans
Peromyia aberrans är en tvåvingeart som beskrevs av Boris Mamaev 1963. Peromyia aberrans ingår i släktet Peromyia och familjen gallmyggor. Inga underarter finns listade i Catalogue of Life.